# Петко Јовановић
Петко (Арсенија) Јовановић (Трмка, 1886 — Ниш, 1942) био је српски ратник и резервни официр. Носилац је Карађорђеве звезде са мачевима.

## Биографија
Рођен је 1886. године у селу Трмка, срез косанички, од оца Арсенија и мајке Станојке. Учествовао је у свим ратовима које је Србија водила од 1912. до 1918. године и на крају је унапређен у резервног официра. Истицао се великим јунаштвом и издржљивошћу. У борбама је и једном теже рањен. За показану храброст одликован је Сребрним војничким орденом Карађорђеве звезде са мачевима, медаљама за храброст, официрским орденом Белог орла са мачевима 4. степена и свим споменицама.
После рата вратио се на своје имање и радио је као земљорадник. За време Другог светског рата као истакнутог ратника његови сељаци су га изабрали за четовођу у јединицама Косте Пећанца. Са својом четом бранио је село од Шиптара и када је одбио да се бори против партизана, Пећанац га је на превару ухапсио у Куршумлији и предао Бугарима. Стрељан је у логору на Црвеном крсту у Нишу 1942. године, као патриота и човек који није хтео да учествује у братоубилачкој борби.